# 이수앱지스
주식회사 이수앱지스(ISU Abxis)는 항암 신약 치료제 연구개발을 하는 이수그룹의 바이오 계열사이다.

## 주요 제품

### 클로티냅
클로티냅®(Clotinab®)은 국내 최초의 항체치료제인 항혈전치료제이다.

### 애브서틴
애브서틴®(Abcertin®)은 세계 3번째 개발에 성공한 고셔병(Gaucher's Disease) 치료제이다.

### 파바갈
파바갈®(Fabagal®)은 파브리병(Fabry’s disease) 치료제이다.

## 개발 파이프라인
임상단계의 ErbB3 단백질을 타깃으로 하는 first in class 표적 항암제를 개발 중이며, 다수의 면역항암 신약 개발을 추진 중에 있다. 또한, CAR-NK 세포 치료제, 알츠하이머 치료제인 anti-ASM 항체 치료제를 산학연 공동개발 과제도 추진 중에 있다. 이밖에도 Catalyst Biosciences(美)와 공동 개발중인 Best in class, B형 혈우병 신약이 있으며, 발작성 야간혈색소뇨증, 비정형 용혈성요독증후군, 중증근무력증의 치료제로 쓰이는 Alexion(美)사의 오리지널 의약품인 솔리리스®(Soliris®)의 바이오시밀러도 개발 중에 있다.

## 연혁
- 2000년 이수화학 생명공학 사업본부 출범
- 2001년 ㈜페타젠 창립
- 2004년 주식회사 이수앱지스 사명변경
- 2006년 국내 최초 항체치료제 개발 (클로티냅®)
- 2009년 코스닥 시장 상장
- 2011년 anti-ErbB3 항암항체신약 개발 착수
- 2012년 전세계 3번째 고셔병 치료제 개발 (애브서틴®)
- 2013년 B형 혈우병 신약 공동개발 착수
- 2014년 전세계 3번째 파브리병 치료제 개발 (파바갈®)
- 2018년 anti-ErbB3 항암항체신약, 범부처전주기신약개발사업 선정
- 2018년 anti-ErbB3 항암항체신약, 미국암학회 (AACR) 비임상결과 발표
- 2019년 anti-ErbB3 항암항체신약, 유럽종양학회 (ESMO) 임상1상 중간결과 발표
- 2020년 B형 혈우병 신약 공동개발사인 Catalyst Biosciences(美) 임상2상 완료
- 2020년 anti-ErbB3 항암항체신약, 미국암학회 (AACR) 바이오마커 연구결과 발표
- 2020년 솔리리스® 바이오시밀러 임상1상 완료
- 2020년 anti-ErbB3 항암항체신약, 유럽종양학회 (ESMO) 임상1상 업데이트 발표"
- 2020년 항체치료제 기술 기반 바이오의약품 개발

## 사업 부문
- 항체치료제 기술 기반 바이오의약품 개발
- 항암 신약 개발
- 희귀질환 치료제 개발

## 생산 제품(파이프라인)
현재 판매중인 3개의 희귀 의약품, 2018년도 출시 예정인 바이오 시밀러제, 임상시험 단계인 2가지 신약 파이프라인 보유.

### 신약
- ISU104: anti-ErbB3 항암항체 신약 : 세계 최초 ErbB3 단백질을 타깃으로 하는 표적 항암제로 개발 중이다.   완전 인간 항체로 기존의 ErbB1 혹은 ErbB2 항암제에 내성이 발생한 환자의 치료를 위해 개발되고 있는 ErbB3 표적 항암 치료제로서, 암유발 단백질의 활성화를 유도하여 암의 발생 및 진행에 밀접한 관계가 있는 ErbB간의 이량제화를 억제하여 암유발이나 종양을 억제하는 효능이 있다. 두경부암을 1차 적응증 타깃으로 개발 중이며 유방암, 대장암 등 고형암 확장 가능성을 연구 중이다. 2020년 9월 유럽종양학회에서 세툭시맙(Cetuximab)과의 병용 임상의 우수한 결과를 발표하였다.
- ISU304: B형 혈우병 신약 : B형 혈우병은 Ⅸ번 응고인자가 부족한 경우 발병되며 전체 혈우병 환자의 약 20%를 차지하고 있는 질환이다. ISU304는 세계 최초로 피하주사제형으로 개발 중이며, 2017년 유럽 및 미국 희귀의약품으로 지정되었다. 미국 나스닥 상장사 카탈리스트 바이오사이언시스 (Catalyst Biosciences)와 공동 개발 중으로 2020년 6월 임상2상을 완료하였다.

### 바이오시밀러
- ISU305: 솔리리스® 바이오시밀러 : 발작성 야간혈색소뇨증, 비정형 용혈성요독증후군, 중증근무력증의 치료제로 쓰이는 Alexion(美)사의 솔리리스®(Soliris®)의 바이오시밀러로 개발중이다. 발작성 야간혈색소뇨증은 적혈구 세포막을 구성하는 단백 성분 생성에 관여하는 X-염색체에 돌연변이가 생겨 발생하는 질환이다. 주로 야간에 용혈 현상을 일으켜 혈색 소변을 보이는 특징을 보이며, 초기에는 주로 피로감, 경한 만성 용혈로 인한 경미한 황달, 경미한 비장 및 간 비대 등을 보이며 용혈성 빈혈, 조혈 결핍, 정맥혈전 등의 증상이 나타난다. 비정형 용혈성 요독증후군은 작은 혈관 안에 혈전이 생성되어 뇌졸중, 심장마비, 신부전, 사망 등을 유발한다. 중증근무력증은 일시적인 근력약화와 근육피로를 특징으로 하는 대표적인 신경근육접합질환으로 눈꺼풀처짐, 얼굴근력양화, 발음곤란 등의 증상을 보인다.  ISU305는 초고가 약가의 솔리리스®의 바이오 시밀러로 개발중이며 시판시 환자의 접근성을 향상시킬 수 있을 것으로 기대하고 있다. 2020년 8월 호주, 뉴질랜드 임상1상을 완료하였다.
- ISU302: 세레자임® 바이오시밀러 : 전세계 1위 고셔병 치료제인 Sanofi-Genzyme(美)사의 세레자임®(Cerezyme®)의 바이오시밀러로 개발중이다. 현재 한국 및 일부 국가에서 애브서틴®으로 판매되고 있는 희귀질환 치료제와 동일한 제품으로 고셔병은 필수 효소인 β-글루코세레브로시다아제(β-Glucocerebrosidase)의 결핍에 의해 복합지방질이 장기나 세포에 축적되어 생기는 질환이다. 해당 효소가 결핍되면 글루코세레브로시드라는 지방질이 분해되지 못하고 비장, 간, 골수 등에 축적되어 빈혈, 혈소판 감소, 간 비장 비대, 골수침윤, 때로는 신경계 증상을 보이며 이러한 증상을 나타내는 고셔병환자에게 장기간 효소 대체요법으로 사용된다. 선진국 시장 진출을 목표로 바이오시밀러 임상1상을 2019년 11월 호주에서 승인 받고 현재 임상을 진행 중이다.

### 희귀의약품
- 클로티냅®: 항혈전 치료제 : 심장으로 연결되는 관상동맥 혈류 개선을 위해 혈관을 넓혀주기 위한 관상동맥확장술(Percutaneous Coronary Intervention: PCI) 시술 중 고위험환자들의 허혈성 심합병증을 예방하기 위하여 사용되며 현재 국내 시장 점유율 100%를 유지하고 있다.
- 애브서틴®: 고셔병 치료제 : 고셔병은 필수 효소인 β-글루코세레브로시다아제(β-Glucocerebrosidase)의 결핍에 의해 복합지방질이 장기나 세포에 축적되어 생기는 질환이다. 해당 효소가 결핍되면 글루코세레브로시드라는 지방질이 분해되지 못하고 비장, 간, 골수 등에 축적되어 빈혈, 혈소판 감소, 간 비장 비대, 골수침윤, 때로는 신경계 증상을 보인다. 애브서틴®은 이러한 증상을 나타내는 고셔병환자에게 장기간 효소 대체요법으로 사용된다.
- 파바갈®: 파브리병 치료제 : 파브리병은 리소좀이라고 하는 세포 내 소기관에서 필요한 효소인 α-gal A (α-galactosidase A)의 결여 또는 부족으로 인해 발생하는 X염색체 관련 열성유전의 희귀 유전성 대사 질환으로, 해당 효소의 결여 및 결핍은 지방대사의 이상을 일으켜 세포나 조직의 혈관벽에 GL-3(globotriaosyl-ceramide)와 관련된 당지질(glycosphingolipids)의 비정상적인 축적을 일으켜 혈관벽의 통로를 좁게 하여 혈류와 영양공급을 저해시켜 피부, 신장, 심장, 신경계의 미세한 혈관들에 영향을 주어 조직과 기관의 기능을 손상 시킨다. 파바갈®은 파브리 환자의 장기간 효소 대체 요법으로 사용된다.

## 재무 정보

### 매출액
210억원 (2019년 기준)

### 영업이익
-159억원 (2019년 기준)

### 당기순이익
-178억원 (2019년 기준)

## 전환사채 발행
2021년 발행한 800억원 규모의 전환사채의 풋옵션(조기상환청구권)으로 인해 발생할 수 있는 500억원 규모의 채무(무기명식 이권부 무보증 전환사채) 상환을 위해 발행가액을 5900원으로 전환사채를 발행할 예정이며 발행 예정 신규 주식 수는 이수앱지스 주식 총수의 24.49%에 달한다

## 사업장 위치
- 본사 : 경기도 성남시 분당구 대왕판교로 712번길 22 C동 5층 (글로벌R&D센터)
- 연구소 : 경기도 성남시 분당구 대왕판교로 712번길 22 C동 4층 (글로벌R&D센터)
- 공장 : 경기도 용인시 기흥구 동백중앙로 16번길 16-25  2층 (대우프론티어밸리 1차)

## 사회공헌활동(CSR)
- 한국 희귀난치성질환 연합회 : 2015년부터 매년 후원 진행
- 한국 선천성대사질환 협회 : 2016년부터 매년 후원 진행

## 같이 보기
- 이수그룹